# SK Rapid Wien
Sportklub Rapid Wien (phát âm tiếng Đức: [ʁaˈpiːt ˈviːn]), thường được gọi là Rapid Wien (tiếng Anh: Rapid Vienna), là một câu lạc bộ bóng đá có trụ sở ở thủ đô Viên, Áo. Rapid Wien đã giành được nhiều danh hiệu vô địch quốc gia Áo nhất (32), bao gồm cả danh hiệu đầu tiên trong mùa giải 1911-12, cũng như một chức vô địch Đức năm 1941 trong thời kỳ phát xít Đức chiếm đóng. Rapid Wien hai lần lọt vào trận chung kết Cúp vô địch cúp châu Âu năm 1985 và 1996, thua cả hai lần.
Câu lạc bộ thường được gọi là Die Grün-Weißen (The Green-Whites) vì màu sắc của đội hoặc là Hütteldorfer, liên quan đến vị trí của Sân vận động Gerhard Hanappi, ở Hütteldorf, một phần của quận 14 của thành phố ở Penzing.